# Polskie oddziały pancerne w kampanii wrześniowej
Polskie oddziały pancerne w kampanii wrześniowej – planowane Ordre de bataille broni pancernych Wojska Polskiego II RP w dniu 1 września 1939 r.

## Krótki zarys problemu
Pododdziały broni pancernych formowane w I rzucie mobilizacji powszechnej rozpoczęto organizować 31 sierpnia 1939 r. Jednostki przewidziane do sformowania w II rzucie mobilizacji powszechnej miały być rozwijane od 7 dnia mobilizacji powszechnej (6 września). Faktycznie organizację oddziałów II rzutu przyśpieszono o dwa dni. Pozostałe pododdziały zmobilizowane zostały w alarmie i 1 września 1939 r., w momencie rozpoczęcia kampanii wrześniowej, znajdowały się w wyznaczonych rejonach operacyjnych armii lub w transportach zmierzających do tych rejonów.
Występujące w organizacji pokojowej bataliony pancerne (jeden skadrowany) i dywizjony pociągów pancernych z chwilą zmobilizowania wszystkich zaplanowanych pododdziałów oraz przekazania nadwyżek ludzi i sprzętu do ośrodków zapasowych ulegały likwidacji. Podobnie rzecz miała się z Centrum Wyszkolenia Broni Pancernych i wchodzącym w jego skład dywizjonem doświadczalnym.

## Jednostki broni pancernych na obszarze wojennym
Jednostki broni pancernych na obszarze wojennym podporządkowane były bezpośrednio naczelnemu dowódcy broni pancernych w Kwaterze Głównej Naczelnego Wodza oraz za pośrednictwem dowódców broni pancernych związków operacyjnych (kolumny samochodów sanitarnych przechodziły w podporządkowanie szefów służby zdrowia armii i SGO):
Dowództwo Broni Pancernych w Polu (13 oficerów)
- dowódca – płk dypl. art. Józef Kapciuk
- szef Wydziału Ogólno-Organizacyjnego – ppłk dypl. piech. Antoni Marian Korczyński
- szef Wydziału Operacyjnego – mjr dypl. art. Stanisław Bahrynowski
- szef Wydziału Zaopatrzenia – mjr br. panc. Olgierd Władysław Witort

### W składzie Samodzielnej Grupy Operacyjnej „Narew”
- 31 dywizjon pancerny
- 32 dywizjon pancerny
- kolumna samochodów ciężarowych typ I nr 351 (SPA)
- kolumna samochodów ciężarowych typ II nr 353 (Berliet) – formowana w I rzucie mob. pow.
- Kolumna Samochodów Sanitarnych PCK typ I nr 301
- Park Stały Broni Pancernej nr 31[1]
- Park Stały Broni Pancernej nr 91 – formowany w II rzucie mob. pow.[2]

### W składzie Armii „Modlin”
- dowódca broni pancernych – ppłk br. panc. Michał Piwoszczuk
- 11 dywizjon pancerny
- 91 dywizjon pancerny
- 62 Samodzielna Kompania Czołgów Rozpoznawczych
- 63 Samodzielna Kompania Czołgów Rozpoznawczych
- Pociąg Pancerny nr 13
- kolumna samochodów osobowych nr 11
- kolumna samochodów ciężarowych typ II nr 154
- kolumna samochodów ciężarowych typ II nr 155
- kolumna samochodów ciężarowych typ I nr 251 (Fiat 621)
- kolumna samochodów ciężarowych typ II nr 252 (Berliet)
- Kolumna Samochodów Sanitarnych typ I nr 201 (Fiat 621)
- Kolumna Samochodów Sanitarnych PCK typ I nr 202 – formowana w I rzucie mob. pow.
- Park Stały Broni Pancernych nr 12 – formowany w II rzucie mob. pow.

### W składzie Armii „Pomorze”
- dowódca broni pancernych – ppłk Jerzy Gliński
- 81 dywizjon pancerny
- 81 Samodzielna Kompania Czołgów Rozpoznawczych
- Czołówka Reperacyjna nr 81[3]
- kolumna samochodów osobowych nr 81
- kolumna samochodów ciężarowych typ I nr 851 (SPA)
- kolumna samochodów ciężarowych typ II nr 852
- kolumna samochodów ciężarowych typ II nr 853
- kolumna samochodów ciężarowych typ I nr 854
- kolumna samochodów ciężarowych typ I nr 855
- Kolumna Samochodów Sanitarnych PCK typ I nr 801 (Fiat 614)
- Kolumna Samochodów Sanitarnych PCK typ I nr 902 (Fiat 614) – formowana w I rzucie mob. pow.

### W składzie Armii „Poznań”
- dowódca broni pancernych – ppłk dypl. Jan Naspiński
- 62 dywizjon pancerny 1 IX w transporcie ze Lwowa do Wrześni
- 71 dywizjon pancerny
- 31 Samodzielna Kompania Czołgów Rozpoznawczych 1 IX w transporcie z Grodna do Konina
- 71 Samodzielna Kompania Czołgów Rozpoznawczych
- 72 Samodzielna Kompania Czołgów Rozpoznawczych
- 82 Samodzielna Kompania Czołgów Rozpoznawczych
- Pociąg Pancerny nr 11
- Pociąg Pancerny nr 12
- kolumna samochodów osobowych nr 71[4]
- kolumna samochodów ciężarowych typ I nr 751 (Fiat 621L)
- kolumna samochodów ciężarowych typ I nr 752 (Ursus)
- kolumna samochodów ciężarowych typ I nr 253 (Fiat 621L) – formowana w I rzucie mob. pow.
- Kolumna Samochodów Sanitarnych PCK typ I nr 701 (Fiat 614)
- Kolumna Samochodów Sanitarnych PCK typ I nr 901 (Fiat 621)
- Park Ruchomy Broni Pancernych nr 7
- Czołówka Reperacyjna nr 11 – formowana w I rzucie mob. pow.

### W składzie Armii „Łódź”
- dowódca broni pancernych – płk dypl. Stanisław Rola-Arciszewski
- 21 dywizjon pancerny
- 61 dywizjon pancerny 1 IX w transporcie ze Lwowa do Poddębic
- 32 Samodzielna Kompania Czołgów Rozpoznawczych 1 IX wyruszyła z Grodna
- 41 Samodzielna Kompania Czołgów Rozpoznawczych
- 42 Samodzielna Kompania Czołgów Rozpoznawczych
- 91 Samodzielna Kompania Czołgów Rozpoznawczych
- 92 Samodzielna Kompania Czołgów Rozpoznawczych
- Pociąg Pancerny nr 52
- Pociąg Pancerny nr 53
- kolumna samochodów osobowych nr 41
- kolumna samochodów ciężarowych typ I nr 451 (Fiat 621L)
- kolumna samochodów ciężarowych typ I nr 452[5]
- kolumna samochodów ciężarowych typ I nr 453 (Fiat 621L)
- kolumna samochodów ciężarowych typ II nr 454 (Berliet) – formowana w I rzucie mob. pow.
- kolumna samochodów ciężarowych typ I nr 951 (SPA)
- kolumna samochodów ciężarowych typ II nr 952 (Berliet) – formowana w I rzucie mob. pow.
- Kolumna Samochodów Sanitarnych typ I nr 401 (Fiat 621L)
- Kolumna Samochodów Sanitarnych PCK typ I nr 402 (Fiat 614) – formowana w I rzucie mob. pow.
- Park Stały Broni Pancernych nr 41 – formowany w II rzucie mob. pow.
- Czołówk Reperacyjna nr 91 – formowana w I rzucie mob. pow.

### W składzie Armii „Kraków”
- dowódca broni pancernych – ppłk Janusz Górecki
- 10 Brygada Kawalerii
  - 101 Kompania Czołgów Rozpoznawczych
  - 121 Kompania Czołgów Lekkich
  - Szwadron Czołgów Rozpoznawczych
- 51 Dywizjon Pancerny
- 51 samodzielna kompania czołgów rozpoznawczych
- 52 samodzielna kompania czołgów rozpoznawczych
- 61 samodzielna kompania czołgów rozpoznawczych 1 IX wieczorem w Krakowie wyładowała się z transportu
- pociąg pancerny nr 51
- pociąg pancerny nr 54
- kolumna samochodów osobowych nr 51
- kolumna samochodów ciężarowych typ I nr 551 (SPA)
- kolumna samochodów ciężarowych typ I nr 552 (Fiat 621)[6] – formowana w I rzucie mob. pow.
- kolumna samochodów ciężarowych typ II nr 553
- kolumna samochodów ciężarowych typ I nr 651 (Ursus)
- kolumna samochodów ciężarowych typ II nr 653 – formowana w I rzucie mob. pow.
- Kolumna Samochodów Sanitarnych PCK typ I nr 501 (Fiat 621)
- Kolumna Samochodów Sanitarnych PCK typ I nr 502 (Fiat 614) – formowana w I rzucie mob. pow.
- Kolumna Samochodów Sanitarnych PCK typ I nr 601 (Fiat 614)
- Park Stały Broni Pancernych nr 51 – formowany w II rzucie mob. pow.
- Czołówka Reperacyjna nr 51 – formowana w I rzucie mob. pow.

### W składzie Armii „Prusy”
- dowódca broni pancernych – płk Józef Koczwara
- 1 batalion czołgów lekkich 1 IX w transporcie z Inowrocławia do Kutna
- 2 batalion czołgów lekkich 1 IX ok. 10.00  na st. kolej. Bednary wyładował się z transportu
- 33 dywizjon pancerny
- kolumna samochodów osobowych nr 12 – formowana w I rzucie mob. pow.
- kolumna samochodów ciężarowych typ I nr 352 (Fiat 621L)
- kolumna samochodów ciężarowych typ II nr 652 (Berliet) – formowana w I rzucie mob. pow.
- Kolumna Samochodów Sanitarnych PCK typ I nr 1001 (CWS) – formowana w I rzucie mob. pow.

### W składzie Grupy Odwodów „Wyszków”
- Pociąg Pancerny nr 55
- kolumna samochodów ciężarowych typ I nr 151 (Fiat 621)
- kolumna samochodów ciężarowych typ I nr 152 (Ursus)
- kolumna samochodów ciężarowych typ II nr 153 (Berliet)
- Kolumna Samochodów Sanitarnych typ I nr 101 (Fiat 621)
- Kolumna Samochodów Sanitarnych PCK typ I nr 102 (Fiat 614) – formowana w I rzucie mob. pow.

### W Odwodzie Naczelnego Wodza
- 111 samodzielna kompania czołgów lekkich – formowana w I rzucie mob. pow.
- 112 samodzielna kompania czołgów lekkich – formowana w I rzucie mob. pow.
- 113 samodzielna kompania czołgów lekkich – formowana w I rzucie mob. pow.
- pociąg pancerny nr 14 – formowany w I rzucie mob. pow.
- pociąg pancerny nr 15 – formowany w I rzucie mob. pow.
- kolumna samochodów osobowych Kwatery Głównej NW
- kolumna samochodów osobowych nr 31
- kolumna samochodów osobowych nr 61[7]
- kolumna samochodów ciężarowych typ II nr 156 – formowana w I rzucie mob. pow.
- kolumna samochodów ciężarowych typ II nr 455[8] – formowana w I rzucie mob. pow.
- kolumna samochodów ciężarowych typ II nr 456 – formowana w I rzucie mob. pow.
- kolumna samochodów ciężarowych typ II nr 554[9]
- kolumna samochodów ciężarowych typ II nr 753 – formowana w I rzucie mob. pow.
- kolumna samochodów ciężarowych typ I nr 1051 (Ursus)
- Kolumna samochodów sanitarnych PCK typ I nr 203 (Fiat 621)
- Kolumna samochodów sanitarnych PCK typ I nr 1002 (Fiat 621)
- Park Ruchomy Broni Pancernych nr 1 – formowany w I rzucie mob. pow.
- Park Ruchomy Broni Pancernych nr 5 – formowany w I rzucie mob. pow.
- Park Ruchomy Broni Pancernych nr 9 – formowany w I rzucie mob. pow.
- Czołówka Reperacyjna nr 12 – formowana w I rzucie mob. pow.
- Park Stały Broni Pancernych nr 11 – formowany w II rzucie mob. pow.
- Park Stały Broni Pancernych nr 61 – formowany w II rzucie mob. pow.
- Filia Parku Stałego Broni Pancernych nr 61 – formowana w I rzucie mob. pow.

### Polowe rozlewnie MPS oraz kolumny samochodowe lotnictwa i MW
Pododdziały broni pancernych w polu miały być zaopatrywane w materiały pędne i smary przez polowe rozlewnie MPS. Wszystkie rozlewnie mobilizowane były w alarmie. Dziewięć rozlewni formowały składnice materiału intendenckiego (SMI):
- polowa rozlewnia MPS nr 11 (3 Batalion Pancerny w Warszawie)
- polowa rozlewnia MPS nr 21 (SMI nr 11 w Kowlu)
- polowa rozlewnia MPS nr 31 (SMI nr 12 w Wilnie)
- polowa rozlewnia MPS nr 41 (SMI nr 4 w Łodzi)
- polowa rozlewnia MPS nr 51 (SMI nr 5 w Krakowie)
- polowa rozlewnia MPS nr 61 (SMI nr 6 we Lwowie)
- polowa rozlewnia MPS nr 71 (SMI nr 7 w Poznaniu)
- polowa rozlewnia MPS nr 81 (SMI nr 8 w Toruniu)
- polowa rozlewnia MPS nr 91 (SMI nr 9 w Brześciu)
- polowa rozlewnia MPS nr 92 (SMI nr 9 w Brześciu)

Pułki lotnicze mobilizowały w alarmie, w grupie jednostek oznaczonych kolorem brązowym, 6-9 kolumn samochodów ciężarowych. Dwie z nich podporządkowano dowódcy Brygady Bombowej, a pozostałe pozostawały w dyspozycji Naczelnego Dowódcy lotnictwa i OPL:
- kolumna samochodów ciężarowych lotnictwa nr 21 (1 Pułk Lotniczy dla Brygady Bombowej)
- kolumna samochodów ciężarowych lotnictwa nr 22 (1 Pułk Lotniczy)
- kolumna samochodów ciężarowych lotnictwa nr 23 (2 Pułk Lotniczy dla węzła lotnisk "Piotrków")
- kolumna samochodów ciężarowych lotnictwa nr 24 (4 Pułk Lotniczy dla węzła lotnisk "Gniewkowo")
- kolumna samochodów ciężarowych lotnictwa nr 25 (5 Pułk Lotniczy dla Brygady Bombowej)
- kolumna samochodów ciężarowych lotnictwa nr 26 (6 Pułk Lotniczy dla węzła lotnisk "Sokołów")

Kadra Floty mobilizowała w alarmie, w grupie jednostek oznaczonych kolorem zielonym, dwie kolumny samochodowe przeznaczone dla obsługi Portu Wojennego Gdynia
- Kolumna Samochodowa nr 1
- Kolumna Samochodowa nr 2

## Jednostki broni pancernych na obszarze kraju
Jednostki broni pancernych na obszarze kraju podporządkowane były bezpośrednio dowódcy broni pancernych w Ministerstwie Spraw Wojskowych oraz za pośrednictwem szefów służby samochodowej w dowództwach okręgów korpusów i dowódców batalionów pancernych, do czasu ich likwidacji.
- Warszawska Brygada Pancerno-Motorowa – w trakcie organizacji i szkolenia
  - 11 Kompania Czołgów Rozpoznawczych
  - 12 Kompania Czołgów Lekkich
  - Szwadron Czołgów Rozpoznawczych
- 1 batalion pancerny w Poznaniu
- 2 batalion pancerny w Żurawicy
- 3 batalion pancerny w Warszawie
- 4 batalion pancerny w Brześciu
- 5 batalion pancerny w Krakowie
- 6 batalion pancerny we Lwowie
- 7 batalion pancerny w Grodnie
  - Wydzielona Kompania Czołgów TK w Wilnie
- 8 batalion pancerny w Bydgoszczy
  - pluton przewozowy w Toruniu
- Kadra 9 batalionu pancernego w Lublinie
- 10 batalion pancerny w Łodzi i Zgierzu
- 12 batalion pancerny w Łucku
- 21 batalion Czołgów Lekkich – w trakcie organizacji
- 1 Dywizjon Pociągów Pancernych w Legionowie
- 2 Dywizjon Pociągów Pancernych w Niepołomicach
  - Kadra Zapasowa w Krakowie-Bonarce
- Centrum Wyszkolenia Broni Pancernych w Twierdzy Modlin
  - Szkoła Podchorążych Broni Pancernych
  - 11 Batalion Pancerny
- kolumna samochodów osobowych M.S.Wojsk.
- kolumna samochodów ciężarowych w kraju nr 11 – formowana w I rzucie mob. pow. dla OK I
- kolumna samochodów ciężarowych w kraju nr 21 – formowana w I rzucie mob. pow. dla OK II
- kolumna samochodów ciężarowych w kraju nr 31 – formowana w I rzucie mob. pow. dla OK III
- kolumna samochodów ciężarowych w kraju nr 41 – formowana w I rzucie mob. pow. dla OK IV
- kolumna samochodów ciężarowych w kraju nr 51 – formowana w I rzucie mob. pow. dla OK V
- kolumna samochodów ciężarowych w kraju nr 52 – formowana dla OK V
- kolumna samochodów ciężarowych w kraju nr 53[12] – formowana dla OK V
- kolumna samochodów ciężarowych w kraju nr 61 – formowana w I rzucie mob. pow. dla OK VI
- kolumna samochodów ciężarowych w kraju nr 71 – formowana dla OK VII
- kolumna samochodów ciężarowych w kraju nr 81 – formowana dla OK VIII
- kolumna samochodów ciężarowych w kraju nr 91 – formowana w I rzucie mob. pow. dla OK IX
- kolumna samochodów ciężarowych w kraju nr 101 – formowana w I rzucie mob. pow. dla OK X
- kolumna samochodów osobowych i sanitarnych w kraju nr 1 – formowana w I rzucie mob. pow. dla OK I
- kolumna samochodów osobowych i sanitarnych w kraju nr 2 – formowana w I rzucie mob. pow. dla OK II
- kolumna samochodów osobowych i sanitarnych w kraju nr 3 – formowana w I rzucie mob. pow. dla OK III
- kolumna samochodów osobowych i sanitarnych w kraju nr 4 – formowana w I rzucie mob. pow. dla OK IV
- kolumna samochodów osobowych i sanitarnych w kraju nr 5 – formowana w I rzucie mob. pow. dla OK V
- kolumna samochodów osobowych i sanitarnych w kraju nr 6 – formowana w I rzucie mob. pow. dla OK VI
- kolumna samochodów osobowych i sanitarnych w kraju nr 7 – formowana dla OK VII
- kolumna samochodów osobowych i sanitarnych w kraju nr 8 – formowana dla OK VIII
- kolumna samochodów osobowych i sanitarnych w kraju nr 9 – formowana w I rzucie mob. pow. dla OK IX
- kolumna samochodów osobowych i sanitarnych w kraju nr 10 – formowana w I rzucie mob. pow. dla OK X
- Warsztat Broni Pancernych Obszaru Warownego – formowany w I rzucie mob. pow. dla OWar. "Wilno"
- Kierownictwo Zaopatrzenia Broni Pancernych w Warszawie – formowane w I rzucie mob. pow.
- Biuro Badań Technicznych Broni Pancernych w Warszawie – formowane w I rzucie mob. pow.
- Główna Składnica Broni Pancernych – formowana w I rzucie mob. pow.
- Zbiornica Broni Pancernych – formowana w II rzucie mob. pow.
- Ośrodek Zapasowy Broni Pancernych typ I nr 1 w Warszawie – formowany w II rzucie mob. pow.
- Ośrodek Zapasowy Broni Pancernych typ II nr 2 w Lublinie- formowany w II rzucie mob. pow.
- Ośrodek Zapasowy Broni Pancernych typ III nr 3 w Żurawicy – formowany w II rzucie mob. pow.
- Ośrodek Zapasowy Pociągów Pancernych nr 1 – formowany w II rzucie mob. pow.

## Numeracja oddziałów
Numeracja kolumn
Kolumny samochodów osobowych i ośrodki naprawcze miały numerację opartą na takich samych zasadach jak oddziały pancerne. Kolumny samochodów ciężarowych miały jako pierwszą cyfrę numer Okręgu Korpusu, na terenie którego były wystawione. następnie cyfrę 5 i jako trzecią – cyfrę kolejnej wystawionej kolumny przez dany oddział pancerny.
Kolumny samochodów sanitarnych miały jako pierwszą cyfrę – numer Okręgu Korpusu, następnie 0 i jako trzecią – cyfrę kolejnej kolumny wystawionej przez odnośny oddział pancerny.
Wszystkie więc kolumny miały numery trzycyfrowe, a wystawione na terenie OK X, przez 2 Batalion Pancerny 4-cyfrowe.